# Paula Hitler
Paula Hitler (Hafeld, 21 gennaio 1896 – Berchtesgaden, 1º giugno 1960) era la sorella di Adolf Hitler, ultimogenita di Alois Hitler e della sua terza moglie Klara Pölzl. Dei sei figli della coppia, solo lei e Adolf sopravvissero all'infanzia (insieme ai due fratellastri Alois Jr. (1882-1956) e Angela Franziska Johanna (1883-1949) nati dal secondo matrimonio di Alois Hitler con Franziska Matzelberger).

## Biografia

### Infanzia e gioventù
Paula Hitler nacque a Fischlham il 21 gennaio 1896, ultima dei sei figli di Alois Hitler (1837-1903) e Klara Pölzl (1860-1907). Tre fratelli, Gustav, Ida e Otto, erano morti prima della nascita di Paula, mentre il fratello Edmund morì quando aveva quattro anni. In casa vivevano anche Alois jr e Angela, figli del secondo matrimonio di suo padre. In base ai racconti del nipote William Patrick Hitler, Paula e Adolf non andavano molto d'accordo durante l'infanzia. Si dice che vi siano stati alcuni turbamenti e gelosie, soprattutto da parte di Alois jr che spesso veniva schiaffeggiato dalla sorella. Paula frequentò la scuola elementare di Leonding ed era considerata una studentessa laboriosa, tranquilla e riservata.
Il padre morì poche settimane prima del suo settimo compleanno. Nel 1907, la madre subì un grave intervento di mastectomia a causa di un cancro al seno, fatto che la condusse alla morte alla fine dello stesso anno. All'epoca, suo fratello Adolf fece domanda di ammissione all'Accademia di Belle Arti di Vienna. Dopo la morte della madre Josef Mayrhofer divenne custode di Paula ed Adolf. Paula accolse la sorellastra Angela Raubal (nata Hitler, in seguito sposata Hammitzsch), e Adolf tornò a Vienna. Paula ed Adolf Hitler fino al loro 24º anno di vita disponevano di una pensione di 50 corone mensili destinata agli orfani e concessa ai figli dei funzionari pubblici.
La legge austriaca sugli stipendi stabiliva che la pensione per gli orfani doveva essere pagata solo a quei bambini che studiavano, e anche Adolf, che fingeva di studiare arte a Vienna, ne beneficiò. Dal maggio del 1911 Paula ricevette l'intera pensione, poiché il fratello dichiarò al tribunale distrettuale di Leopoldstadt che da quel momento poteva guadagnarsi da vivere da solo. A quel tempo Paula viveva con la sorellastra Angela ed i suoi tre nipoti, Leo, Geli ed Elfriede. Angela era vedova dal 1910 e aveva problemi finanziari a causa della morte prematura ed improvvisa del marito. A causa dei suoi pochi anni di lavoro come dipendente pubblico, difficilmente avrebbe potuto ottenere una pensione di reversibilità. Paula a quel tempo frequentava il liceo di Linz, una scuola superiore per ragazze, dove imparò a stenografare con l'obiettivo di diventare segretaria.

### Carriera
Dal 1920 al 1930 Paula lavorò come impiegata presso la Compagnia di assicurazione statale federale in Praterstrasse a Vienna.
Nel 1920 ricevette la visita di suo fratello. I due non avevano avuto alcun contatto dalla morte della madre nel 1907. Nell'aprile del 1923 Paula Hitler viaggiò per la prima volta all'estero, visitando Monaco di Baviera, dove suo fratello era ormai prominente capo del Partito Nazionalsocialista Tedesco dei Lavoratori (NSDAP). Dopo il putsch di Monaco guidato dal fratello e da Erich Ludendorff, a differenza della sorellastra Angela e dei suoi figli, visitò suo fratello durante la detenzione nella fortezza di Landsberg. Il rapporto tra i fratelli era piuttosto distante e Paula non prese in considerazione l'idea di trasferirsi a Monaco di Baviera. Nel 1929 Hitler ordinò a sua nipote Geli Raubal, che viveva con lui, di invitare l'intera famiglia Hitler al raduno del partito nazista a Norimberga. Su sua istruzione, nessuno dei suoi parenti fu autorizzato ad aderire al NSDAP. A differenza di Hermann Göring, che pose i suoi parenti in posti di rilievo, i parenti di Hitler non ricevettero alcuna funzione ufficiale o uffici pubblici nel Reich; il "leader" tenne i suoi parenti rigorosamente lontani.

### La vita al tempo del nazionalsocialismo
Il 2 agosto 1930 la compagnia di assicurazione statale federale la licenziò. Paula dichiarò che il provvedimento fu preso perché si era saputo chi era suo fratello. Paula Hitler visse nel diciottesimo distretto di Vienna, al 36/3 di Gersthofer Strasse. Nell'estate del 1934 Paula Hitler si recò nel Waldviertel a trovare sua zia Therese Schmidt, sorella di sua madre. Nel luglio del 1934 alcuni nazisti organizzarono una rivolta che portò all'uccisione del cancelliere austriaco Engelbert Dollfuss nel Palazzo della cancelleria a Vienna. La Legione austriaca si riunì in Baviera per effettuare un colpo di Stato in Austria. Una perquisizione nella casa degli Schmidt, i parenti di Hitler, fu registrata in un avviso ufficiale dal direttore della sicurezza per lo stato della Bassa Austria: gli ufficiali trovarono, sepolti nel terreno, quattro fucili, 45 munizioni, cinque equipaggiamenti da SA e vari materiali di propaganda nazista. Paula era presente e criticò le azioni degli agenti di polizia come "atti di terrorismo da parte del governo". Ripeté la dichiarazione quando in seguito testimoniò all'amministrazione distrettuale di Gmünd. Il nipote di Hitler, Anton Schmidt, fu arrestato per sei settimane a causa della scoperta delle armi.
Nel 1936 seguì i IV Giochi olimpici invernali di Garmisch-Partenkirchen. Secondo la sua testimonianza, in quel momento suo fratello le ordinò di vivere in incognito. Per tutelare la sua sicurezza avrebbe dovuto abbandonare il cognome Hitler e assumere quello di Wolff. Questo era un soprannome d'infanzia del fratello, che egli aveva usato anche nel corso degli anni venti per motivi di sicurezza. In seguito, al Festival di Bayreuth su Wagner, vi presenziò come Paula Wolff e Hitler non menzionò che era sua sorella. Dopo l'annessione dell'Austria nel 1938 Paula presenziò al discorso di Hitler sulla Heldenplatz Vienna. Hitler sembrava avere in scarsa considerazione la sorella, e in un'occasione definì Paula e la sorellastra Angela "stupide oche".
Henry Picker menziona solo un fidanzamento con un ebreo che dispiacque a Hitler in quanto lo avrebbe "screditato". Interrogatori condotti da funzionari dell'ex Ministero della Sicurezza dello Stato sovietico recentemente scoperti mostrano che si fidanzò con Erwin Jekelius, uno dei principali responsabili del programma nazionalsocialista di eutanasia in Austria. Jekelius fu responsabile dell'omicidio di oltre 4000 disabili. Quando chiese a suo fratello di accettare il matrimonio proposto, lui rifiutò: il dittatore voleva determinare chi era autorizzato ad avvicinarsi alla sua famiglia e chi no. Hitler fece arrestare il dottore, che dovette firmare un impegno di rompere il fidanzamento. Jekelius fu inviato sul fronte orientale e fu catturato dai sovietici nel 1945. Venne condannato a 25 anni di lavori forzati e morì nel 1952 per un cancro alla vescica.
Dopo il 1938 Paula visse da sola in Gersthoferstrasse 36/3 a Vienna. Aveva già acquisito il cognome Wolff. Tuttavia, l'ex medico di famiglia della famiglia Hitler, Eduard Bloch, riuscì a localizzare il suo appartamento. Bloch le chiese di intercedere con il fratello affinché gli fosse concesso l'accesso ai suoi beni e aiuto nell'emigrare all'estero. Bussò alla porta di Paula Wolff, ma non ricevette risposta. Un vicino gli disse che la signora Wolff non riceveva nessuno senza preavviso. In seguito il medico riuscì a trasferirsi negli Stati Uniti d'America con il permesso di Hitler.
Non è possibile dimostrare con certezza se Adolf Hitler, come affermano alcuni, sostenesse finanziariamente sua sorella prima del 1933. Secondo la sua stessa dichiarazione, le inviò 250 scellini al mese dal 1930 e infine 500 RM dal 1938. A Natale suo fratello le regalò altri 3000 marchi. L'interesse di Adolf per la sorella aumentò solo quando nel 1938 lei e la sua sorellastra Angela si trasferirono nel Berghof. Indicazione per questo sarebbe la presenza di Paula al Festival di Bayreuth nel 1939. Paula lavorò come segretaria in un ospedale militare fino al termine della seconda guerra mondiale. Fu arrestata dai servizi segreti americani nel maggio 1945 e interrogata più tardi lo stesso anno.

### Dopoguerra
Reati personali o l'appartenenza al partito non furono dimostrati nei molteplici interrogatori ai quali fu sottoposta. Le atrocità naziste cominciarono a essere riportate alla radio, sui giornali e sui libri solo dopo la guerra. Nel giugno del 1945, quando era ancora sotto custodia delle forze di occupazione americane, disse, tra le altre cose: "Non credo che mio fratello abbia ordinato i crimini commessi contro innumerevoli persone nei campi di concentramento. Devo parlare bene di lui, è mio fratello. Non può più difendersi". Una conferma fondamentale di queste affermazioni si trova nei frammenti sopravvissuti di una conversazione con Paula Hitler registrata dal documentarista britannico Peter Morley nel 1958. Alcune fonti indicano una sua condivisione degli ideali nazionalisti del fratello, tuttavia non aderì mai ufficialmente al nazismo né fu mai una militante politica.
Paula Wolff fu infine rilasciata e inizialmente tornò a Vienna dove trovò lavoro in un negozio di arti e mestieri. Il 1º dicembre 1952 si trasferì in un piccolo monolocale di 16 mq a Berchtesgaden, dove visse fino alla sua morte grazie a un sussidio di assistenza sociale.
Nel febbraio del 1959, accettò di essere intervistata da Peter Morley, un produttore di documentari della Associated-Rediffusion, una stazione commerciale ITV del Regno Unito. La conversazione fu l'unica intervista filmata che abbia mai concesso e venne trasmessa nell'ambito di un programma chiamato Tyranny: The Years of Adolf Hitler. Parlava principalmente dell'infanzia di Hitler e la sorella dichiarò di non essere mai stata attratta da questioni politiche. Il filmato e un'intervista contemporanea a Peter Morley furono inclusi nel documentario televisivo del 2005 The Hitler Family (titolo originale tedesco Familie Hitler. Im Schatten des Diktators), diretto da Oliver Halmburger e Thomas Staehler.
Morì a Berchtesgaden il 1º giugno 1960 all'età di 64 anni per un tumore. Fu sepolta nel cimitero di Schonau am Konigsee a Berchtesgaden con il nome di Paula Hitler. Nel giugno del 2005, la croce di legno e i resti sarebbero stati rimossi e sostituiti con un'altra sepoltura, una pratica comune nei cimiteri tedeschi dopo due o più decenni. Nel maggio del 2006, tuttavia, fu riferito che la lapide della tomba era stata riposizionata e che era stata aggiunta una seconda lapide, che indicava un'altra sepoltura più recente nello stesso punto.

## Dispute sull'eredità
I fratelli non furono menzionati per nome nell'ultimo testamento di Adolf Hitler. Contrariamente al testamento siglato nel maggio del 1938, in cui aveva assegnato loro una pensione annuale di 12 000 RM, riteneva che i fratelli vivessero una buona vita della classe media.
Con sentenza del 15 ottobre 1948, la prima Corte di appello di Monaco di Baviera decise che l'eredità del fratello dovesse andare allo stato bavarese: "Il 5 marzo 1946, a causa della legge sulla liberazione dal nazionalsocialismo e militarismo, la Corte di appello emanò [...] contro Adolf Hitler, nato il 20 aprile 1889 a Braunau am Inn, ex cancelliere sulla base dell'udienza, il seguente decreto: 1. La proprietà di Adolf Hitler nello stato della Baviera vengono completamente confiscate. 2. I costi del procedimento sono coperti dalle proprietà. [...] I reclami provengono solo dalla sorella di Hitler, la signora Paula Wolff di Berchtesgaden, attraverso il suo avvocato, Rudolf Müllera Berchtesgaden, registrato [...] Quando l'intera proprietà fu confiscata, la Corte era guidata dal fatto che la sopravvissuta non era in stato di bisogno".
Alla fine degli anni quaranta, le autorità non sapevano con certezza se e come fosse morto Adolf Hitler: l'interrogatorio di persone non era una prova attendibile, c'erano notizie sui giornali del fatto che l'ex dittatore vivesse all'estero e l'FBI stava seguendo le informazioni dei cittadini che affermavano di aver visto Adolf Hitler a New York o in Messico. I servizi segreti sovietici presentarono varie foto false dei corpi. Nel 1956, una decisione del tribunale locale di Berchtesgaden annunciò che la data del decesso era stabilita alle 15.30 del 30 aprile 1945. In quel momento anche la famiglia di Eva Braun rivendicava l'eredità. Tra le proprietà oggetto di disputa vi erano anche l'appartamento di Hitler in Prinzregentenplatz a Monaco di Baviera. La questione oggetto del dibattimento era chi fosse morto prima tra Hitler e la Braun. Questo avrebbe infatti cambiato i destinatari dell'eredità. Nel 1957, il tribunale distrettuale di Berchtesgaden decretò che Eva fosse morta due minuti prima di suo marito. L'eredità fu oggetto di discussioni per altri tre anni.
Paula Wolff dal 1956 ricominciò nuovamente a chiamarsi Paula Hitler e firmò i documenti con il suo nome originale. In una sentenza del tribunale locale di Monaco di Baviera del 17 febbraio 1960, Paula ottenne i due terzi del patrimonio del fratello. Tuttavia, morì pochi mesi dopo, nel giugno del 1960, all'età di 64 anni. Lo Stato libero di Baviera era responsabile della gestione dell'eredità, dal momento che la Hitler era registrata lì. Per questo motivo, i diritti d'autore del Mein Kampf furono trasferiti allo stato della Baviera ad eccezione che negli Stati Uniti d'America.
Le stime della ricchezza privata di Hitler alla fine della guerra ammontavano a dieci milioni di Reichsmark, alcuni storici stimano che l'importo sia maggiore. Gli americani confiscarono le opere d'arte che Hitler aveva progettato di esporre in una galleria a Linz e le restituirono ai precedenti proprietari. Alcune furono consegnate al governo federale. A Obersalzberg le autorità avevano approvato ufficialmente il saccheggio della casa del dittatore. Negli anni successivi i collezionisti erano disposti a pagare molto per i cimeli nazisti. Durante una perquisizione della casa di Anni Winter (la domestica di Hitler a Monaco), la polizia trovò foto di Hitler firmate e altre cose, ma Winter ottenne il diritto di conservarle come "cimeli privati" dal tribunale. L'appartamento di Hitler in Prinzregentenplatz, rivendicato sia da Paula Hitler che dalla famiglia Braun, fu assegnato allo Stato libero di Baviera.
Dopo la morte di Paula Hitler, l'eredità venne divisa tra i due figli della sorellastra Angela, ovvero Leo Raubal (morto nel 1977) ed Elfriede Hochegger (morto nel 1993), su ordine emesso dal tribunale distrettuale di Berchtesgaden il 25 ottobre 1960. Leo Raubal, Elfriede Hochegger e i loro eredi non intentarono causa contro lo Stato libero di Baviera per ottenere i diritti d'autore per il Mein Kampf.

## Nella cultura di massa
Isa Hochgerner scrisse una commedia che la vede come protagonista. La commedia si basa su fatti reali e racconta la storia d'amore di Paula Hitler e la storia della sofferenza di sua cugina Aloisia Veit. Due diversi destini delle donne, collegati tragicamente tra loro al tempo del nazionalsocialismo.